# Dancevoir
Dancevoir település Franciaországban, Haute-Marne megyében. Lakosainak száma 197 fő (2022. január 1.). Dancevoir Latrecey-Ormoy-sur-Aube, Boudreville, La Chaume, Lignerolles, Veuxhaulles-sur-Aube, Aubepierre-sur-Aube és Coupray községekkel határos.

## Népesség
A település népességének változása:
| Lakosok száma | 275  | 226  | 238  | 251  | 216  | 194  | 189  | 194  | 196  | 197  |
|               | 1968 | 1982 | 1990 | 2006 | 2013 | 2015 | 2017 | 2019 | 2020 | 2022 |